# André Prévost
André Prévost, właściwie Jean Marie André Prévost (ur. 26 marca 1860 w Reims, zm. 15 lutego 1919 w Paryżu) – francuski tenisista, medalista igrzysk olimpijskich.
Podczas Letnich Igrzysk Olimpijskich 1900 rozgrywanych w Paryżu zdobył brązowy medal w grze podwójnej mężczyzn, w parze z Georges’em de la Chapelle’em. W pierwszej rundzie Francuzi pokonali reprezentację Francji 2. W kolejnym, półfinałowym spotkaniu ulegli zespołowi amerykańsko-francuskiemu. Miejsce na najniższym stopniu podium zajęli wspólnie z przedstawicielami Wielkiej Brytanii – Haroldem Mahonym oraz Arthurem Norrisem.
W grze pojedynczej mężczyzn zajął ósme miejsce, ex aequo z kilkoma innymi zawodnikami.
W rozgrywkach kobiet występowała jego siostra Hélène Prévost.